# 三上卓
三上 卓（みかみ たく/たかし、1905年〈明治38年〉3月22日 - 1971年〈昭和46年〉10月25日）は、日本の海軍軍人、政治活動家、国家主義者。最終階級は海軍中尉。号は大夢。
佐賀県出身。第二次世界大戦以前の五・一五事件、および戦後の三無事件の双方に参加した人物として知られる。『青年日本の歌』（昭和維新の歌）の作詞者。著名な弟子に野村秋介がいる。

## 生涯

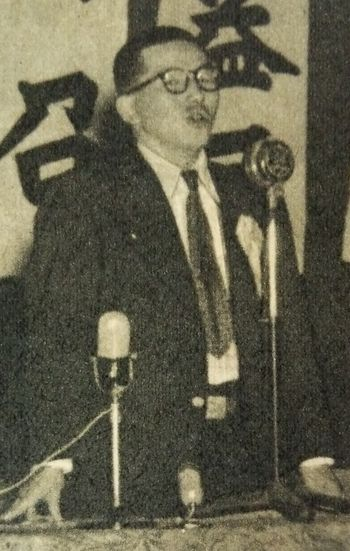
三上卓、1953年撮影

佐賀県佐賀郡本庄村（現・佐賀市本庄町）出身。父は北鮮日日新聞社長の三上新。佐賀中学校（現・佐賀県立佐賀西高等学校）を経て、1926年（大正15年）3月、海軍兵学校卒業（54期）。同期に山階宮萩麿王（鹿島萩麿）、福村利明、中村省三、富永謙吾、中島親孝、中山定義など。
その後藤井斉を中心とした昭和維新を目指す海軍将校の集まり・王師会に参加、1930年（昭和5年）に『青年日本の歌』（昭和維新の歌）を作詞している。1932年（昭和7年）4月に重巡洋艦「妙高」乗組。
1932年5月の五・一五事件では犬養毅首相殺害の一人として参加。翌1933年（昭和8年）に海軍横須賀鎮守府軍法会議において反乱罪で死刑を求刑されるが、同罪で禁錮15年の判決を受け小菅刑務所に服役。これにより従七位を失位・大礼記念章（昭和）を褫奪され、1938年（昭和13年）7月4日紀元節・憲法発布50年祝典の恩赦による減刑を重ねて4年9か月で仮出所。直後に海軍省の山本五十六次官に面会した。
その後は1939年（昭和14年）に同郷だった宇都宮三千雄陸軍大佐の娘わかと結婚し、1940年（昭和15年）8月に平凡社より「高山彦九郎」を発表。皇道翼賛青年連盟を経て、1941年（昭和16年）3月にかつての五・一五事件の同志だった井上日召、四元義隆、菱沼五郎らと「ひもろぎ塾」を設立。近衛文麿のブレーンの一人となり、1943年（昭和18年）には大政翼賛会の傘下団体である大日本翼賛壮年団の理事に就任。
戦後は公職追放を受け、1953年（昭和28年）4月の第3回参院選に全国区（無所属）から立候補したが落選。一方で1949年（昭和24年）8月に海烈号事件（香港との密貿易）の首謀者として摘発され、翌1950年（昭和25年）に懲役5年の判決を受け服役。1961年（昭和36年）に起きた三無事件では共同謀議に関わった疑いで逮捕されるが、起訴猶予で釈放された。1971年（昭和46年）10月に滞在先の伊豆で死去、66歳。

## 親族
- 父・三上新（北鮮日日新聞社長）
- 妻・三上わか（宇都宮三千雄陸軍大佐の娘、宇都宮太郎陸軍大将の姪、諫早宇都宮氏の子孫 平成22年（2010年）に死去、93歳。なお、わかの姉宇都宮玉枝は1932年に佐賀選挙区から選出された立憲政友会所属の衆議院議員田口文次の息子で朝鮮銀行に勤務していた田口末雄に嫁いだ）